# Пекка Гартвалль
Пекка Гартвалль (фін. Pekka Hartvall, 18 лютого 1875 — 18 лютого 1939) — фінський яхтсмен.
Бронзовий призер Олімпійських Ігор 1912 року в класі 12 метрів.